# McDonnell Douglas DC-X
McDonnell Douglas DC-X,  tudi Delta Clipper ali Delta Clipper Experimental je bil koncept brezpilotne nosilne rakete za večkratno uporabo (RLV). Raketo je razvijal McDonnell Douglas skupaj z ameriško strateško organizacijo SDIO. Kasneje je projekt prevzela NASA in razvila izboljšano verzijo DC-XA.